# Adrien Mouton (homme politique)
Pour les articles homonymes, voir Adrien Mouton et Mouton (homonymie).
Adrien Mouton, né le 12 février 1902 à Molières-sur-Cèze (Gard) et mort le 19 juin 1988 à Arles (Bouches-du-Rhône), est un homme politique français.

## Biographie

### Jeunesse
Mouton naît avec un frère jumeau, Marius, dans une famille modeste d'origine cévenole. Il est le fils d’Auguste Mouton, rouleur de houille, et d’Ernestine Leyrauth. Son père décède dix-huit mois après sa mort, contraignant sa mère à s'occuper de ses quatre enfants simultanément, avec son salaire de laveuse de linge. Il est reçu au Certificat d'études.

### Parcours professionnel
Dès l’âge de douze ans, il est employé aux mines de Bessèges dans le Gard. Il est militant communiste et devient secrétaire de la section jeune. À ce titre, il mène les grèves de 1919 dans la mine. Il entre ensuite à la compagnie de Chemins de fer PLM, tout en ayant une activité syndicale. En 1924, il est envoyé à Marseille, au service de la voie, à la Gare de Marseille-Blancarde, près de laquelle réside son oncle paternel.
Installé à Marseille avec sa femme, il est ensuite embauché par l'entreprise métallurgique Roberty, dans le 10e arrondissement de Marseille, à la Capelette. Nommé secrétaire du syndicat des Métaux, il remplaça à ce poste Henri Rivière en qui le PC n’avait plus confiance depuis quelques mois. L’arrivée de Mouton à Marseille est signalée au préfet des Bouches-du-Rhône.

### Parcours militant
Très bien intégré dans les milieux syndicalistes et ouvriers marseillais, il en devient un personnage incontournable. Il critique sévèrement l'incapacité du bureau régional du Parti communiste à la suite de l'échec de ce qui devait être un grand meeting à Marseille, le 10 octobre 1926, où étaient venus Marcel Cachin, André Marty et Julien Racamond, et qui n'avait attiré qu'entre 1 800 et 2 000 personnes.
Il s'engage notamment à partir de 1927 dans la lutte contre le chômage aux côtés de Simon Sabiani, dans le cinquième canton de Marseille, qui englobait le quartier très populaire de la Belle de Mai. En 1927, il organise la célébration du premier Noël rouge à Marseille. 

### Parcours politique
Mouton essaie d'utiliser son engagement militant comme tremplin politique pour défendre ses idées au niveau national. Il échoue à une élection législative en 1928. En 1930, il fait campagne pour Gabriel Péri, lors de l’élection législative partielle de la 2e circonscription de Marseille. Aux élections pour le conseil général d’octobre 1931, il est lui-même le candidat du Parti communiste dans le 5e canton. Il s'oppose alors à Simon Sabiani, qui avait entre-temps viré à droite, et qu'il affronte dans une joute verbale le 22 février à la Belle-de-Mai.
L’année 1936 marque un tournant dans la carrière de Mouton. Du fait d'une conjoncture politique favorable et grâce à sa campagne, il déplace son activité politique de Marseille à Arles et engrange des voix aux élections législatives. Il arrive en tête au premier tour devant le député-maire SFIO Anatole Sixte-Quenin, du fait de l’apport de voix radicales et modérées destinées à éliminer ce dernier. Mouton obtint 7 240 voix sur 31 584 inscrits et est élu au second tour, après le désistement de Sixte Quenin, avec 13 494 voix, dans la foulée du Front populaire, contre un adversaire d’extrême droite.
Il est ainsi député communiste des Bouches-du-Rhône de 1936 à 1940. Il est très actif à la Chambre. Il est notamment le rapporteur d’une proposition de loi de Félix Gouin tendant à accorder des avantages spéciaux aux veuves et aux orphelins des ouvriers poudriers tués lors de l’explosion de la poudrerie nationale de Saint-Chamas. 
Mouton est, avec Étienne Fajon, le seul député du « groupe ouvrier et paysan » présent à la Chambre, le 16 janvier 1940, lors de la dernière séance du débat consacré à la déchéance des députés communistes. Ils y sont molestés. Il est déchu de son mandat le 21 février 1940, en même temps que les autres députés communistes. 
Mobilisé en 1940, il est prisonnier de guerre en Allemagne de 1940 à 1945. Dès son retour en France, il retrouve un mandat parlementaire, dans la première assemblée constituante. Il est reste député sans interruption jusqu'en 1958. Il est aussi conseiller municipal d'Arles de 1947 à 1959 et de 1971 à 1977. Il est président de l'ARAC de 1980 à 1982 [réf. nécessaire]. Il préside par ailleurs l'Association France-URSS des Bouches du Rhône, et se rend souvent à ce titre en Union soviétique.

## Vie privée
Il survit à sa femme, qui meurt en 1979. Sans enfants, il décède à l'âge de 86 ans. Il est titulaire de la Croix du combattant et de la médaille des évadés. À sa mort, la Marseillaise souligna « la résonance nationale » du décès de « cette figure illustre du mouvement ouvrier, grand ami du peuple soviétique ». Il fut inhumé au cimetière de Trinquetailles, en présence d’une foule nombreuse.

## Source
- « Adrien Mouton (homme politique) », dans le Dictionnaire des parlementaires français (1889-1940), sous la direction de Jean Jolly, PUF, 1960 [détail de l’édition]